# Poplarville, Mississippi
Poplarville là một thành phố thuộc quận Pearl River, tiểu bang Mississippi, Hoa Kỳ. Năm 2010, dân số của thành phố này là 2 894 người.

## Dân số
- Dân số năm 2000: 2 601 người.
- Dân số năm 2010: 2 894 người.